# A.F.C. Kempston Rovers
AFC Kempston Rovers là câu lạc bộ bóng đá Anh tọa lạc ở Kempston, Bedfordshire. Mùa giải 2013–14, họ là thành viên của United Counties Football League Premier Division. CLB liên kết với Bedfordshire County Football Association. Thành lập năm 1884, CLB gia nhập UCFL kể từ năm 1953.

## Lịch sử
Đội bóng thành lập năm 1884 với tên gọi Kempston Rovers F.C.. Họ gia nhập United Counties League năm 1953. CLB giành chức vô địch đầu tiên ở mùa giải 1955–56; mùa giải tiếp theo Division Two và One gộp thành một và Kempston kết thúc ở vị trí á quân. Mùa giải 1957–58, CLB đoạt chức vô địch của UCL. Liên đoàn lại chia thành 2 phân khu vào mùa giải 1961–62 và Kempston được xếp ở Division Two. Cho dù đứng thứ 10 chung cuộc mùa đó, nhưng họ vẫn được thăng hạng lên Division One. Năm 1973, Division One đổi tên thành Premier Division và trong mùa 1974–75 CLB lại đoạt chức vô địch, và tới được vòng 5 của FA Vase. Ở mùa 1978–79, Kempston tới được vòng Sơ loại thứ tư của FA Cup, chặng đường xa nhất mà họ đạt đến trong giải đấu này. Họ lại lập được kì tích tương tự ở FA Vase trong mùa giải 1980–81, tới vòng 5. Rovers bị xuống hạng năm 1983, nhưng thăng hạng trở lại năm 1985 sau khi vô địch Division One.
CLB lại xuống hạng năm 2003, và năm 2004, họ đổi tên thành tên hiện tại. Đó là bởi vì sự sáp nhập của Kempston Rovers, Kempston Colts và Kempston Town. Rovers nhanh chóng thăng hạng lên Premier Division cho mùa giải 2007–08 kế tiếp nhưng lại rớt hạng ở cuối mùa. Ở mùa giải 2010–11, CLB lại thăng hạng lên Premier Division khi vô địch Division One lần thứ 3.

## Sân vận động
Sân vận động của CLB ở ngoài Hillgrounds Road, gần công viên bên cạnh sông Great Ouse. Một khu vực tập luyện thế hệ thứ ba mới được xây với sự giúp đỡ kinh phí của Football Foundation cũng như xây thêm phòng thay đồ, phòng làm viêc và phòng vật lý trị liệu mới.

## Các danh hiệu
- United Counties League Premier Division (1956–61 là 1 phân khu, trước 1973 là Division One)[1]
  - Vô địch: 1957–58, 1973–74
  - Á quân: 1956–57, 1959–60, 1967–68
- United Counties League Division One (trước 1973 là Division Two)[1][3]
  - Vô địch: 1955–56, 1985–86, 2010–11

## Các kỉ lục
- FA Cup[1]
  - Vòng sơ loại thứ 4: 1978–79
- FA Vase[1]
  - Vòng 5: 1974–75, 1980–81